# Stettiner Sänger
Stettiner Sänger ist der Name eines ehemaligen Männer-Gesangsquartettes, das 1879 in Stettin unter dem Namen „Internationales Komiker-Quartett »Victoria«“ gegründet wurde und ab 1880 unter dem Namen „Stettiner Sänger“ auftrat.

## Geschichte
Diese „Herrensängergesellschaft“ hatte sich ihren Namen zu Ehren ihres Gründungsortes Stettin gewählt. Ihr Gründer Ferdinand Meysel, am 27. April 1858 in Frankfurt an der Oder als Sohn des Schauspielers Eduard Meysel geboren, tat sich dort 1879 mit vier gleichgestimmten Sangesbrüdern, den Herren Rudolf Reese, Johannes Hippel, Eugen Häckel und einem gewissen Eterius, zusammen, um musikalische Kleinkunst zu machen. Heraus kam dabei das „Internationale Komiker-Quartett »Victoria«“, das zunächst im Raum Pommern und der näheren Umgebung auftrat. 1880 wurden daraus dann die „Stettiner Sänger“, zu denen bald auch der Komiker Paul Britton stieß.
Im Sommer 1888 kamen sie zum ersten Mal nach Berlin. Dort hatten sie im „Concerthaus Sanssoucis“ in der Kottbusser Straße Premiere. Bald aber schätzte man ihre bunten Programme in allen namhafteren Etablissements der Reichshauptstadt, bei Buggenhagen, in der Victoria-Brauerei und in der Tonhalle. Das Reichshallen-Theater am Dönhoffplatz, wo sie 1883 zum ersten Male aufgetreten waren, pachteten die Sänger 1898; sie traten dort über 50 Jahre lang auf. Es bekam schließlich sogar den Namenszusatz Reichshallen-Theater Stettiner Sänger. Am 2. Dezember 1929 konnte die Gesellschaft in Berlin ihr 50-jähriges Bestehen feiern.
1930 gab Ferdinand Meysel die Direktion an seinen Sohn Konrad Meysel ab. Unter seiner Leitung unternahmen die Stettiner Sänger noch bis zum Ende der 1930er Jahre Gastspielreisen durch das Deutsche Reich.
Ferdinand Meysel starb drei Jahre später am 26. März 1933. Die Berliner setzten ihm auf dem Friedhof Zum Heiligen Kreuz, Eisenacher Straße 62 (Tempelhof-Schöneberg) ein Ehrengrab.
Markenzeichen der Sängergesellschaft wurden zwei biedermeierliche Landgendarmen: ein langer dürrer und ein kleiner dicker. Ein Reklameplakat hat die Darstellung der beiden Figuren erhalten. Sie ist so populär geworden, dass man sie immer wieder dazu assoziierte, wenn Menschen mit diesen Körpermaßen ins Blickfeld gerieten und Aufmerksamkeit erregten.
Die Programmstruktur der Stettiner unterschied sich nicht wesentlich von der der anderen Herrensängergesellschaften in Deutschland: es wechselten Quartettgesang, Solo- und Liedvorträge einander ab; zum Schluss gab es immer eine Ensembleszene, bei der alle mitwirkten. Den Großteil des Repertoires verfasste Ferdinand Meysel selber.
Das Personal der Stettiner wechselte im Laufe ihrer Geschichte mehrfach; zeitweise traten bei ihnen auch andere Sänger und Humoristen auf, so z. B. Robert, Max und Fritz Steidl, Albert Boehme, Carl Roehl und der Bassist Carl Heinrich Nebe (1867 - 1946, nicht zu verwechseln mit dem 1908 verstorbenen Opernsänger gleichen Namens!)
Auch die „Stettiner Sänger“ fanden schon früh den Weg vor die Aufnahmetrichter der Schallplattenfabrikanten. Sie haben zahlreiche Einspielungen bei Plattenfirmen ihrer Zeit hinterlassen: Grammophon, Zonophone, Homocord, Beka, Odeon, Favorite und Dacapo.

## Werke (Auswahl)

### Schallplatten-Aufnahmen
- Vom Himmel hoch (mit Glockengeläut). Original-Quartett der Stettiner Sänger Berlin. Favorite 1-19 177, datiert 6. Oktober 1917
- Sänger-Fisematenten. Potp. 1.- 3.Teil. Favorite 1-19 183, 1-19 184, 1-19 185
- Mein deutsches Vaterland (Text: Ferd. Meysel) Potp. 1/2.Teil. Grammophon 18 357 (mx. 524 484, 524 485)
- Berlin wackelt! Potp. 1/2.Teil (Camillo Morena). Homocord 14 910, 14 911 (4 9 13 A, 31 1 13 A), aufgen. 1913
- Männer-Quartett mit Klavierbegleitung und Piston / Stettiner Sänger, Berlin: Odeon Nr. 302 385 (mx. xBo 5813) Das Meer (Schubert) / Odeon Nr. 302 386 (mx. xBo 4423) Das Abendglöcklein (Neithardt)
- Gaudeamus igitur! Studentenlieder-Potp. 1/2.Teil. Odeon Nr. 64 339, 64 340 (mx. xB 5046 L, xB 5047 L)
- Übermütige Zecher, Potp. 1/2.Teil (Meysel). Parlophon P.936-I und -II (mx. 1283, 1284)
- Musikalischer Sect, Potp. 1/2.Teil (ohne Angb.) Parlophon P.937-I und II (mx. 1285, 1286)
- Sänger-Schnurren (Text: Meysel) 1/2.Teil. Zonophone ×5- 24 193, ×5- 24 194

## Wiederveröffentlichungen
- Jürgen Schebera & Klaus-Jürgen Hohn (Hrsg.): „Dass nichts bleibt, wie es war!“ - 150 Jahre Arbeiter- und Freiheitslieder. 3 CDs - Bear Family Records GmbH., Art. Nr.: NOL-00844,

CD Arbeiterlieder Vol. 1-3.
- BCD 16 917 CD 1: Teil 1: Mann der Arbeit, aufgewacht! Lieder aus den Anfängen der Arbeiterbewegung. Sänger, Chöre, Orchester 1844 - 1918.
- BCD 16 918 CD 2: Teil 2: Arbeiterlieder 1919 - 1928.

enthält:
- Quartett „Stettiner Sänger“: Die Arbeitsmänner (Wer schafft das Gold zutage). CD 1, Track 24
- Quartett „Stettiner Sänger“: Zum Völkerfrühling. CD 2, Track 19
- Quartett „Stettiner Sänger“: Der Freiheit Morgenrot. Teil I + II, CD 2, Track 26